# 28836 Ashmore
28836 Ashmore è un asteroide della fascia principale. Scoperto nel 2000, presenta un'orbita caratterizzata da un semiasse maggiore pari a 2,3331237 UA e da un'eccentricità di 0,1580795, inclinata di 2,72040° rispetto all'eclittica.